# Veneto Classic
Veneto Classic er et italiensk endagsløb i landevejscykling som arrangeres hvert år i oktober. Løbet blev for første gang arrangeret i 2021. Løbet er af UCI klassificeret som 1.Pro og er en del af UCI ProSeries siden 2023.

## Vindere
| År   | Vinder              | Toer            | Treer             |
| ---- | ------------------- | --------------- | ----------------- |
| 2021 | Samuele Battistella | Marc Hirschi    | Jhonatan Restrepo |
| 2022 | Marc Hirschi        | Davide Formolo  | Nicola Conci      |
| 2023 | Davide Formolo      | Marc Hirschi    | Filippo Zana      |
| 2024 | Magnus Cort         | Romain Grégoire | Xandro Meurisse   |